# 迪迪夫卡 (瓦拉什區)
51°51′3″N 25°44′17″E / 51.85083°N 25.73806°E
迪迪夫卡（烏克蘭語：Дідівка），是烏克蘭西北部里夫内州瓦拉什区洛克尼察市镇的村落。始建於1158年，面積25.54平方公里，海拔高度144米，2001年人口139。